# 近藤唯
近藤 唯（こんどう ゆい、1988年6月28日 - ）は、日本の女性声優。神奈川県出身。ケンユウオフィス所属。

## 略歴
幼少期からアニメや映画を見ることが好きで、小学校高学年の頃に声優業に興味を持つようになった。中学生の頃に声優になりたいと思った後は一度も夢が変わらなかったと語っている。中学卒業後に声優養成所に入ろうとしていたものの、親からは高校進学を勧められため、高校時代の3年間で声優への思いが変わらなければ夢を追いかけると決意し進学。高校2年生の頃に日本工学院専門学校声優・俳優科（現：クリエイターズカレッジ 声優・演劇科）の体験入学に初めて参加し、高校3年生の頃に他校見学に行き、再度日本工学院の体験入学に参加し進学を決めた。その後、2年生の卒業を控えた1月に事務所オーディションに合格し、ケンユウオフィスにて仕事をしつつ週1回にレッスンを受けることが可能な事務所預かりといった形で最初の所属が決まった。
2013年、『俺の脳内選択肢が、学園ラブコメを全力で邪魔している』の雪平ふらの役で初めてアニメでメインキャラクターを演じた。

## 人物
趣味はお菓子作り、ショッピング、ゲーム。特技は料理。
好きなアニメに『美少女戦士セーラームーン』や『おジャ魔女どれみ』などがあり、自身も子供向け番組に出演したい憧れがあったが、『トランスフォーマー アドベンチャー』に出演した際に夢が叶ったと語っている。
小学生の頃に『なかよし』を読みながら絵を描いていたことがあり、漫画家になりたい時期もあったと語っている。また、漫画自体もよく買っている。

## 出演
太字はメインキャラクター。

### テレビアニメ
2011年
- THE IDOLM@STER（女子高生A）
- レベルE（サトミ）

2012年
- GON -ゴン-（ロウ、プレイリードッグ2、エンロ、フォグ、子象 他）
- 戦国コレクション（園児）
- だから僕は、Hができない。（アナウンス）

2013年
- 俺の脳内選択肢が、学園ラブコメを全力で邪魔している（雪平ふらの）
- 熱風海陸ブシロード（サキの母）

2014年
- キングダム（秀の母）
- 極黒のブリュンヒルデ（茜、メイド、子供、助手）
- ベイビーステップ（2014年 - 2015年、槇原真純、選手、女子生徒、審判、アナウンス 他） - 2シリーズ

2015年
- カードファイト!! ヴァンガードG（2015年 - 2018年、羽島リン） - 4シリーズ
- クレヨンしんちゃん（おねいさん）
- 櫻子さんの足下には死体が埋まっている（津々見三奈美）
- 超ロボット生命体 トランスフォーマーアドベンチャー（ストロングアーム）
- ドラえもん（テレビ朝日版第2期）（クラスメイトA）
- トリアージX（木場美琴）
- ヤング ブラック・ジャック（拓、ミドリ）
- レーカン!（子供、女子、女性客、おばちゃんA、お菊 他）

2016年
- D.Gray-man HALLOW（ロード・キャメロット）
- ベルセルク（ペペ、少年）
- ReLIFE（バレー部後輩A、バレー部部員A）

2017年
- ALL OUT!!（生田美樹）
- アイドル事変（雨宮唯奈）

2018年
- ウマ娘 プリティーダービー（2018年 - 2021年、ビワハヤヒデ） - 2シリーズ
- パズドラ（2018年 - 2020年、マル）
- イナズマイレブン アレスの天秤（2018年 - 2019年、要瑞保、シャオ・ラウ） - 2シリーズ

2019年
- スター☆トゥインクルプリキュア（2019年 - 2020年、天宮とうま、ノットレイ、おとめ座のスタープリンセス）
- 消滅都市（カズコ）

2020年
- うまよん（ビワハヤヒデ）

2022年
- ジョジョの奇妙な冒険 ストーンオーシャン（ミラション）

2023年
- ライザのアトリエ 〜常闇の女王と秘密の隠れ家〜（タオ・モンガルテン）
- アイドルマスター ミリオンライブ!（篠宮可憐）

2024年
- ぽんのみち（林リーチェ）
- ループ7回目の悪役令嬢は、元敵国で自由気ままな花嫁生活を満喫する（マリー、ラウラ、貴族）

2025年
- 魔法使いの約束（ジェード）
- 鬼人幻燈抄（遠見の鬼女）

### 劇場アニメ
- 十五少年漂流記〜海賊島DE!大冒険〜（2013年、ライチッチ、オレン）
- 竜とそばかすの姫（2021年）

### OVA
- トリアージX（2015年、木場美琴） - 単行本12巻Blu-ray付き限定版
- 少女たちは荒野を目指す（2016年、子供A） - ゲーム特別版アニメEdition付属OVA
- ウマ娘 プリティーダービー BNWの誓い（2018年、ビワハヤヒデ）

### ゲーム
2011年
- ノーブルリージュ!（ノワ・テトレィ）

2012年
- トイ・ウォーズ（海藤茜）

2013年
- アイドルマスター ミリオンライブ!（2013年 - 2017年、篠宮可憐）
- XBLAZE CODE:EMBRYO（久音＝グラムレッド＝シュトルハイム）

2014年
- Kadenz fermata//Akkord：fortissimo（フレイア＝シュヴェルトライテ）
- コープスパーティー BLOOD DRIVE（篠崎さち）
- ヒーローズプレイスメント（アウロラ・氷流）
- 嫁コレ（雪平ふらの）

2015年
- XBLAZE LOST:MEMORIES（久音＝グラムレッド＝シュトルハイム）
- クイズRPG 魔法使いと黒猫のウィズ（2015年 - 2016年、エストラ・ディミール、リザ、イストワーレ・ケイト）
- 幻獣姫（伏義）
- 幻獣契約クリプトラクト（2015年 - 2021年、マトリエル、アンドロメダ、アスタロト、ラプラス）
- 白猫プロジェクト（パルヴァネ・ファルナーズ、チハヤ・クサナギ）
- ソフィーのアトリエ 〜不思議な本の錬金術士〜（コルネリア）
- 超銀河船団（ミツシマ・エリー、アルマトゥーラ）
- ソードアート・オンライン -ロスト・ソング-
- 刻のイシュタリア（造魔の偽神ヴィクター）
- ドラゴンクエストVIII 空と海と大地と呪われし姫君（キラ）
- 信長の野望Online 〜覚醒の章〜（愛姫）

2016年
- アイドル事変（雨宮唯奈）
- オーディンスフィア レイヴスラシル（アルラウネ、マイコニド）
- 逆転オセロニア（双竜槍 ヤンドーラ）
- ソードアート・オンライン コード・レジスタ（クロエ）
- .hack//New World（シュカ・ルヴァ）
- ノアトピア 〜希望の物語〜（アーチャー）
- 不思議の幻想郷TOD-RELOADED（大妖精）
- ぷよぷよ!!クエスト（2016年 - 2020年、リリアン、カティア、エルナト）
- Furi（ビート）
- トリックスター 召喚士になりたい（ゴルゴン、ジウ、ネフェルティティ、アルト）
- モン娘☆は〜れむ（マンシャオ）
- LINE 潜空のレコンキスタ（ペルセポネ、フロストルシファー）

2017年
- アイドルマスター ミリオンライブ! シアターデイズ（2017年 - 2024年、篠宮可憐）
- ヴァルキリーアナトミア -ジ・オリジン-（ペッポ）
- クラッシュ・オブ・パンツァー（今村均夜、ニーナ・ヴァトゥーチン）
- 幻想少女（孫魯班、文醜、猫鍛冶屋）
- コードレジスタ（ナギ）
- 星界神話 -ASTRAL TALE-（星霊・サンドラ）
- パラノーマルキス -Paranormal Kiss-（七瀬奏、藤原湊〈女性姿〉）
- フィッシュアイランド2（ネリス）
- ブレイジング オデッセイ（ネネ）
- 編隊少女 -フォーメーションガールズ-（ハイデマリー・フリューゲ）
- 天空のクラフトフリート（清香、他）
- リディー&スールのアトリエ 〜不思議な絵画の錬金術士〜（コルネリア）

2018年
- アビストライブ（ユイ）
- 暁のエピカ -Union Brave-（サンドラ）
- ヴィーナスランブル（アマテラス）
- 陰陽師（花鳥風月蛙）
- モンスターハンター：ワールド（イベント案内嬢）
- 政剣マニフェスティア（タチェット・サイトウ）
- 世紀末デイズ（御堂百花、ツムギ、宝塚蓮）
- 謀りの姫（大喬）
- アサシン クリード オデッセイ (ロクサーナ 他)
- JUDGE EYES:死神の遺言

2019年
- ルルアのアトリエ 〜アーランドの錬金術士4〜（マァナ）
- ワンダーグラビティ（スペツナズ）
- ラストクラウディア（ルキエル）
- Apex Legends（ワットソン）
- 蒼藍の誓い ブルーオース（ニューメキシコ、アンドレア・ドーリア、アルティリエーレ、ブリュッヒャー）
- 不思議の幻想郷 -ロータスラビリンス-（大妖精）
- リンクスリングス（マリシャ）
- ライザのアトリエ 〜常闇の女王と秘密の隠れ家〜（タオ・モンガルテン）
- BUSTAFELLOWS（テウタ）
- 100% Orange Juice（ナート）

2020年
- 龍が如く7 光と闇の行方
- モンスターハンター ライダーズ（カテリーナ、ライラ）
- ユートピア・ゲート〜双子の女神と未来へのつばさ〜（ルナ）
- ソードアート・オンライン アリシゼーション リコリス

2021年
- BLAZBLUE ALTERNATIVE DARKWAR（久音＝グラムレッド＝シュトルハイム）
- ウマ娘 プリティーダービー（2021年 - 2024年、ビワハヤヒデ）
- 戦場のフーガ（フラム・キッシュ）
- LOST JUDGMENT 裁かれざる記憶（西園さやか）
- Marvel's Guardians of the Galaxy（ガモーラ）
- バトルフィールド2042（サンダンス）

2022年
- Dreamin'Her -僕は、彼女の夢を見る。-（七瀬愛）
- モンスターストライク（ミラション）
- グランブルーファンタジー（2022年 - 2024年、テフヌト）
- アズールレーン（ローマ）
- モンスターハンターライズ：サンブレイク（ミネーレ）

2023年
- テイルズ オブ ザ レイズ リコレクション（リワンナ・ギムレイ）
- BUSTAFELLOWS season2（テウタ）
- 超探偵事件簿 レインコード（女教師）
- 女神楽園 ガーデス・パラダイス（ウリエル）
- 終遠のヴィルシュ -EpiC:lycoris-（スピネル）
- レスレリアーナのアトリエ 〜忘れられた錬金術と極夜の解放者〜（コルネリア、タオ）

2024年
- ドラゴンクエストX 未来への扉とまどろみの少女 オンライン（ティセ）

2025年
- 記憶の鍵盤

### ドラマCD
- キューカンバー・サンドイッチ（2010年、篠宮兄弟の母）
- 幻月楼奇譚（2014年、芸者）
- 桜坂学園☆中等部（2014年、佐伯琉奈）
- 最遊記 〜玄奘三蔵〜 キャラクターCD（2014年）
- アイドルマスター ミリオンライブ！ シリーズ（2015年 - 、篠宮可憐）
- 清澗寺家シリーズ7 罪の褥も濡れる夜2（2015年、代山美登里）

### 吹き替え

#### 担当女優
ダヴ・キャメロン
- うわさのツインズ リブとマディ（リブ・ルーニー / マディ・ルーニー）
- ディセンダント（マル）
  - ディセンダント2
  - ディセンダント3

- クラウド9（ケイラ）

ソフィア・リリス
- IT/イット “それ”が見えたら、終わり。（ベバリー・マーシュ）
  - IT/イット THE END “それ”が見えたら、終わり。

- ナンシー・ドリューと秘密の階段（ナンシー・ドリュー）
- ノット・オーケー（シドニー・ノヴァク）

#### 映画
- アナコンダvs.殺人クロコダイル（ベサニー〈スカイ・ラウリー〉）
- 王になった男
- 子どもが教えてくれたこと（シャルル）
- ザ・サークル（アニー・アラートン〈カレン・ギラン〉）
- サンタのリストで大さわぎ!
- ジェーン・ドウの解剖（エマ〈オフィリア・ラヴィボンド〉）
- ショートゲーム（サドベリ）
- 死霊館 エンフィールド事件（ジャネット・ホジソン〈マディソン・ウルフ〉）
- シング・ストリート 未来へのうた（ラフィーナ〈ルーシー・ボイントン〉）
- 天国からの奇跡（アビー・ビーム〈ブライトン・シャルビノ〉）
- 7500（ピア・マーティン〈エイミー・スマート〉）
- 呪われし家に咲く一輪の花（ポリー〈ルーシー・ボイントン〉）
- ハーフ・オブ・イット: 面白いのはこれから（アスター・フローレス）
- バッド・ジーニアス 危険な天才たち（グレース〈イッサヤー・ホースワン〉[72]）
- パラサイト 半地下の家族（ギジョン〈パク・ソダム〉[73]）※日本テレビ版
- ヒットマン:エージェント47
- ビフォア・アイ・フォール（ジュリエット・サイクス〈エレナ・カンプーリス〉）
- FALL/フォール（ベッキー〈グレイス・キャロライン・カリー〉[74]）
- ふたつの名前を持つ少年
- フッテージ デス・スパイラル（ディラン・コリンズ〈ロバート・スローン〉）
- ブルー・ストーリー（リア〈カーラ＝シモン・スペンス〉）
- BODIES BODIES BODIES/ボディーズ・ボディーズ・ボディーズ（ジョーダン〈マイハラ・ヘロルド〉）
- ポリス・ストーリー/レジェンド（短髪女）
- レイク・プラシッド3 ワニ爆食（コナー・ビッカーマン）※テレビ東京版

#### ドラマ
- アメリカン・ゴシック 〜偽りの一族〜
- アメリカン・ホラー・ストーリー:ホテル（ラクラン〈リリック・エンジェル〉、アギー〈ヘレナ・マットソン〉）
- ウィッチャー（シリラ〈フレイヤ・アーラン〉）
- エクスタント―インフィニティ #4, #13（ケルシー・リクター〈リンドン・スミス〉）
- FBI: Most Wanted 〜指名手配特捜班〜（ニーナ・チェイス〈シャンテル・ヴァンサンテン〉[75]）
- NCIS:ニューオーリンズ シーズン2 #13
- 逆賊-民の英雄ホン・ギルドン-（ガリョン〈チェ・スビン〉）
- 刑事フォイル #26
- 結婚契約（カン・ヘス〈ユイ〉[76]）
- このサイテーな世界の終わり（アリッサ〈ジェシカ・バーデン〉）※2018年からNetflixで配信
- サイバー諜報員 インテリジェンス（レベッカ・ストランド）
- ザ・クラウン（セシル）
- 殺人を無罪にする方法（ミカエラ・プラット〈アヤ・ナオミ・キング〉）
- ザ・プレイヤー〜究極のゲーム〜 #7（セシリア・クルス〈クリスティナ・ヴィダル〉）
- CSI:サイバー #7
- CSI:15 科学捜査班 #17（レクシー・ノーラン〈ハンター・キング〉）
- ジ・アメリカンズ（ヘンリー・ジェニングス〈カイドリック・セラティ〉）
- JUSTIFIED 俺の正義（テリー、ケンダル、ウィラ 他）
- 主任警部アラン・バンクス シーズン4 #5
- 新米刑事モース〜オックスフォード事件簿〜 #7
- スーパーナチュラル シーズン10 #5, #10
- スイート・ライフ オン・クルーズ（ジェナ〈ミッチェル・デフレイツ〉）
- デビアスなメイドたち（ヴァレンティナ・ディアス〈エディ・ガネム〉[77]）
- ノット・オーケー（シドニー・ノヴァク〈ソフィア・リリス〉）
- 超能力ファミリー サンダーマン シーズン2 #6
- 犯罪心理分析官 インゲル・ヴィーク（スティーナ・ヴィク）
- Between/ビトゥィーン シーズン2（レネイ）
- ファーストレディ（ヤングミシェル・オバマ〈ジェイミー・ローソン〉[78]）
- ブラック・セイルズ（アビゲイル、マディ他）
- BLOODLINE ブラッドライン（ジェイニー・レイバーン、チェルシー・オバノン〈クロエ・セヴィニー〉）
- BULL / ブル 法廷を操る男（ケイブル・マックロリー〈アナベル・アタナシオ〉）
- ベイツ・モーテル2 〜サイコキラーの覚醒〜（コディ・ブレナン）
- マジシャンズ（ジュリア〈ステラ・メイヴ〉）
- ミルトレッドの魔女学校（イーニッド・ナイトシェイド〈ジェシカ・フォックス〉）※Netflix版
- THE MENTALIST メンタリストの捜査ファイル6 #5, #19, #20
- リゾーリ&アイルズ ヒロインたちの捜査線 シーズン4 #6, #15

#### アニメ
- シーラとプリンセス戦士（パフューマ）
- ズートピア（フルー・フルー、プリシラ）
- マイルズのトゥモローランドだいさくせん（ウームー）
- マーベル ガーディアンズ・オブ・ギャラクシー（アンジェラ）
- マーベル ライジング（グウェン / ゴースト・スパイダー）
- サンタのリストで大さわぎ!
- ミニーのリボンショー #1（ロキシー）
- ラマ・ラマ（ラマラマ）

#### その他（吹き替え）
- プロジェクト・ランウェイ/ティム・ガンに学べ!（ゼンデイヤ）

### デジタルコミック
- 先輩、美味しいですか？（2022年、森先輩）

### ラジオ
- 明・めぐみのドリーム・ドリーム・パーティ（文化放送：ドリームチャレンジャー）

### テレビ番組
※はインターネット配信。
- 近藤唯・山口立花子の好きなことして生きていく！（2019年 - 2022年、ニコニコ生放送※）

### CM
- オオカミさんと人間になりたいピノッキオ

### パチンコ・パチスロ
- ロックマン アビリティ 史上最大の試練（2018年、コインウーマン）
- Pフィーバー アイドルマスター ミリオンライブ!（2021年、篠宮可憐[79]）
- パチスロ アイドルマスター ミリオンライブ!（2021年、篠宮可憐[80]）

### ナレーション
- Winning Post 8 2017・2018（Nintendo Switch版PV）
- TOY SOUNDキャンペーン

### ボイスオーバー
- 奇跡体験!アンビリバボー（フジテレビ）

### 映像商品
- THE IDOLM@STER MILLION LIVE! 2ndLIVE ENJOY H@RMONY!! Live Blu-ray Day1（2015年）[81]
- THE IDOLM@STER MILLION LIVE! 3rdLIVE TOUR BELIEVE MY DRE@M!! LIVE Blu-ray 02@SENDAI（2016年）[82]
- THE IDOLM@STER MILLION LIVE! 4thLIVE TH@NK YOU for SMILE! LIVE Blu-ray（2018年）[83][84]
- THE IDOLM@STER 765 MILLIONSTARS HOTCHPOTCH FESTIV@L!! LIVE Blu-ray[85]
- THE IDOLM@STER MILLION LIVE! 5thLIVE BRAND NEW PERFORM@NCE!!! LIVE Blu-ray（2019年）[86]
- THE IDOLM@STER MILLION LIVE! 6thLIVE TOUR UNI-ON@IR!!!! LIVE Blu-ray Angel STATION @SENDAI（2020年）[87]
- THE IDOLM@STER MILLION LIVE! 6thLIVE TOUR UNI-ON@IR!!!! SPECIAL LIVE Blu-ray（2020年）[88]
- THE IDOLM@STER MILLION LIVE! 7thLIVE Q@MP FLYER!!! Reburn LIVE Blu-ray DAY1（2022年）[89][90][91]
- ウマ娘 プリティーダービー 3rd EVENT　WINNING DREAM STAGE Blu-ray（2022年）[92]
- THE IDOLM＠STER MILLION LIVE! 8thLIVE Twelw@ve LIVE Blu-ray DAY2（2022年）[93][94]
- THE IDOLM@STER MILLION LIVE! 9thLIVE ChoruSp@rkle!! LIVE Blu-ray DAY1（2024年）[95][96]

### その他コンテンツ
- 声優グランプリ 2008年7月号 声優への道2008 師弟対談スペシャル
- 声優アニメディア 2008年8月号 2008年夏のスクール特集
- ニュースバンド わたしのヒトリゴト
- Audible クララとお日さま（朗読）

## ディスコグラフィ

### キャラクターソング
| 発売日   | 商品名                                                                                         | 歌 | 楽曲 | 備考                                                                   |
| 2013年   | 2013年                                                                                         | 2013年 | 2013年 | 2013年                                                                 |
| -------- | ---------------------------------------------------------------------------------------------- | --- | --- | ---------------------------------------------------------------------- |
| 4月24日  | THE IDOLM@STER LIVE THE@TER PERFORMANCE 01 Thank You!                                          | 765 MILLIONSTARS | 「Thank You!」 | ゲーム『アイドルマスター ミリオンライブ！』テーマソング                |
| 4月24日  | THE IDOLM@STER LIVE THE@TER PERFORMANCE 01 Thank You!                                          | 765THEATER ALLSTARS | 「Thank You!」 | ゲーム『アイドルマスター ミリオンライブ！』テーマソング                |
| 10月30日 | THE IDOLM@STER LIVE THE@TER PERFORMANCE 07                                                     | 篠宮可憐（近藤唯） | 「小さな恋の足音」 | ゲーム『アイドルマスター ミリオンライブ！』関連曲                      |
| 10月30日 | THE IDOLM@STER LIVE THE@TER PERFORMANCE 07                                                     | 三浦あずさ（たかはし智秋）、篠宮可憐（近藤唯）、高山紗代子（駒形友梨）、福田のり子（浜崎奈々） | 「カワラナイモノ」 | ゲーム『アイドルマスター ミリオンライブ！』関連曲                      |
| 2015年   |                                                                                                | | |                                                                        |
| 3月15日  | TRY☆トランスフォーマーアドベンチャー↑↑↑                                                        | バンブルビー（木村良平）、ストロングアーム（近藤唯）、サイドスワイプ（濱野大輝）、フィクシット（松浦義之）、グリムロック（山橋正臣）、オプティマスプライム（楠大典） | 「TRY☆トランスフォーマーアドベンチャー↑↑↑」 | テレビアニメ『トランスフォーマー アドベンチャー』エンディングテーマ    |
| 3月26日  | THE IDOLM@STER LIVE THE@TER HARMONY 10                                                         | ARRIVE | 「STANDING ALIVE」 「Welcome!!」 | ゲーム『アイドルマスター ミリオンライブ！』関連曲                      |
| 3月26日  | THE IDOLM@STER LIVE THE@TER HARMONY 10                                                         | 篠宮可憐（近藤唯） | 「夕風のメロディー」 | ゲーム『アイドルマスター ミリオンライブ！』関連曲                      |
| 9月30日  | THE IDOLM@STER LIVE THE@TER DREAMERS 01 Dreaming!                                              | MILLION ALLSTARS | 「Welcome!!」 | ゲーム『アイドルマスター ミリオンライブ！』関連曲                      |
| 12月23日 | THE IDOLM@STER LIVE THE@TER DREAMERS 04                                                        | 秋月律子（若林直美）、伊吹翼（Machico）、エミリー スチュアート（郁原ゆう）、篠宮可憐（近藤唯）、我那覇響（沼倉愛美）、佐竹美奈子（大関英里）、高山紗代子（駒形友梨）、天空橋朋花（小岩井ことり）、中谷育（原嶋あかり）、水瀬伊織（釘宮理恵） | 「Dreaming!」 | ゲーム『アイドルマスター ミリオンライブ！』関連曲                      |
| 12月23日 | THE IDOLM@STER LIVE THE@TER DREAMERS 04                                                        | 秋月律子（若林直美）、篠宮可憐（近藤唯） | 「G♡F」 | ゲーム『アイドルマスター ミリオンライブ！』関連曲                      |
| 2016年   |                                                                                                | | |                                                                        |
| 1月30日  | THE IDOLM@STER LIVE THE@TER SOLO COLLECTION Vo.03 Visual Edition                               | 篠宮可憐（近藤唯） | 「G♡F」 | ゲーム『アイドルマスター ミリオンライブ！』関連曲                      |
| 11月9日  | THE IDOLM@STER THE@TER ACTIVITIES 03                                                           | 矢吹可奈（木戸衣吹）、佐竹美奈子（大関英里）、篠宮可憐（近藤唯）、真壁瑞希（阿部里果）、北上麗花（平山笑美） | 「赤い世界が消える頃」 「DIAMOND DAYS」 | ゲーム『アイドルマスター ミリオンライブ！』関連曲                      |
| 2017年   |                                                                                                | | |                                                                        |
| 1月11日  | THE IDOLM@STER LIVE THE@TER FORWARD 02 BlueMoon Harmony                                        | ピスケス | 「P.S I Love You」 | ゲーム『アイドルマスター ミリオンライブ！』関連曲                      |
| 1月11日  | THE IDOLM@STER LIVE THE@TER FORWARD 02 BlueMoon Harmony                                        | BlueMoon Harmony | 「brave HARMONY」 | ゲーム『アイドルマスター ミリオンライブ！』関連曲                      |
| 3月9日   | THE IDOLM@STER LIVE THE@TER SOLO COLLECTION 04 BlueMoon Theater                                | 篠宮可憐（近藤唯） | 「カワラナイモノ」 | ゲーム『アイドルマスター ミリオンライブ！』関連曲                      |
| 3月22日  | Green Fairy                                                                                    | カーバンクル | 「Green Fairy」 | テレビアニメ『アイドル事変』挿入歌                                     |
| 3月22日  | Green Fairy                                                                                    | カーバンクル | 「ワンダーランドの角砂糖」 | ゲーム『アイドル事変』関連曲                                           |
| 7月26日  | THE IDOLM@STER MILLION THE@TER GENERATION 01 Brand New Theater!                                | 765 MILLION ALLSTARS | 「Brand New Theater!」 | ゲーム『アイドルマスター ミリオンライブ！ シアターデイズ』テーマソング |
| 7月26日  | THE IDOLM@STER MILLION THE@TER GENERATION 01 Brand New Theater!                                | 765 MILLION ALLSTARS | 「Dreaming!」 | ゲーム『アイドルマスター ミリオンライブ！ シアターデイズ』関連曲       |
| 12月27日 | THE IDOLM@STER MILLION THE@TER GENERATION 03 エンジェルスターズ                                | エンジェルスターズ | 「Brand New Theater!」 | ゲーム『アイドルマスター ミリオンライブ！ シアターデイズ』関連曲       |
| 2018年   |                                                                                                | | |                                                                        |
| 3月7日   | THE IDOLM@STER MILLION LIVE! M@STER SPARKLE 07                                                 | 篠宮可憐（近藤唯） | 「教えてlast note…」 | ゲーム『アイドルマスター ミリオンライブ！ シアターデイズ』関連曲       |
| 4月4日   | THE IDOLM@STER MILLION LIVE! M@STER SPARKLE 08                                                 | 765 MILLION ALLSTARS | 「Brand New Theater!」 | ゲーム『アイドルマスター ミリオンライブ！ シアターデイズ』関連曲       |
| 5月16日  | ウマ娘 プリティーダービー STARTING GATE 11                                                     | ウイニングチケット（渡部優衣）、ナリタタイシン（渡部恵子）、ビワハヤヒデ（近藤唯） | 「うまぴょい伝説」 「春空BLUE」 | ゲーム『ウマ娘 プリティーダービー』関連曲                              |
| 5月16日  | ウマ娘 プリティーダービー STARTING GATE 11                                                     | ビワハヤヒデ（近藤唯） | 「手綱と絆」 | ゲーム『ウマ娘 プリティーダービー』関連曲                              |
| 6月1日   | THE IDOLM@STER LIVE THE@TER SOLO COLLECTION 06 エンジェルスターズ                              | 篠宮可憐（近藤唯） | 「P.S I Love You」 | ゲーム『アイドルマスター ミリオンライブ！』関連曲                      |
| 7月25日  | ウマ娘 プリティーダービー ANIMATION DERBY 03 Special Record!/Find My Only Way                  | スペシャルウィーク（和氣あず未）、サイレンススズカ（高野麻里佳）、トウカイテイオー（Machico）、ウオッカ（大橋彩香）、ダイワスカーレット（木村千咲）、ゴールドシップ（上田瞳）、メジロマックイーン（大西沙織）、エルコンドルパサー（高橋未奈美）、グラスワンダー（前田玲奈）、シンボリルドルフ（田所あずさ）、エアグルーヴ（青木瑠璃子）、ヒシアマゾン（巽悠衣子）、フジキセキ（松井恵理子）、マルゼンスキー（Lynn）、テイエムオペラオー（徳井青空）、ビワハヤヒデ（近藤唯）、ナリタブライアン（相坂優歌）、オグリキャップ（高柳知葉） | 「Special Record!」 | テレビアニメ『ウマ娘 プリティーダービー』挿入歌                        |
| 7月25日  | ウマ娘 プリティーダービー ANIMATION DERBY 03 Special Record!/Find My Only Way                  | スペシャルウィーク（和氣あず未）、サイレンススズカ（高野麻里佳）、トウカイテイオー（Machico）、ウオッカ（大橋彩香）、ダイワスカーレット（木村千咲）、ゴールドシップ（上田瞳）、メジロマックイーン（大西沙織）、エルコンドルパサー（高橋未奈美）、グラスワンダー（前田玲奈）、セイウンスカイ（鬼頭明里）、キングヘイロー（佐伯伊織）、ハルウララ（首藤志奈）、シンボリルドルフ（田所あずさ）、タイキシャトル（大坪由佳）、エアグルーヴ（青木瑠璃子）、ヒシアマゾン（巽悠衣子）、フジキセキ（松井恵理子）、マルゼンスキー（Lynn）、テイエムオペラオー（徳井青空）、ビワハヤヒデ（近藤唯）、ナリタブライアン（相坂優歌）、オグリキャップ（高柳知葉）、スーパークリーク（優木かな）、タマモクロス（大空直美）、イナリワン（井上遥乃）、ウイニングチケット（渡部優衣）、メジロライアン（土師亜文）、メジロドーベル（久保田ひかり）、ナイスネイチャ（前田佳織里）、エイシンフラッシュ（藤野彩水）、マチカネフクキタル（新田ひより）、メイショウドトウ（和多田美咲）                                                                                      | 「うまぴょい伝説」 | テレビアニメ『ウマ娘 プリティーダービー』エンディングテーマ            |
| 8月29日  | THE IDOLM@STER MILLION THE@TER GENERATION 11 UNION!!                                           | 765 MILLION ALLSTARS | 「UNION!!」 「Welcome!!」 | ゲーム『アイドルマスター ミリオンライブ！ シアターデイズ』関連曲       |
| 9月26日  | ウマ娘 プリティーダービー ANIMATION DERBY 06                                                   | シンボリルドルフ（田所あずさ）、マルゼンスキー（Lynn）、ヒシアマゾン（巽悠衣子）、フジキセキ（松井恵理子）、エアグルーヴ（青木瑠璃子）、ナリタブライアン（相坂優歌）、ビワハヤヒデ（近藤唯） | 「Special Record!」 | テレビアニメ『ウマ娘 プリティーダービー』関連曲                        |
| 2019年   |                                                                                                | | |                                                                        |
| 1月30日  | THE IDOLM@STER MILLION THE@TER GENERATION 13 りるきゃん 〜3 little candy〜                     | りるきゃん 〜3 little candy〜 | 「ハルマチ女子」 「彼氏になってよ。」 | ゲーム『アイドルマスター ミリオンライブ！ シアターデイズ』関連曲       |
| 4月26日  | THE IDOLM@STER THE@TER SOLO COLLECTION 07 ANGEL STARS                                          | 篠宮可憐（近藤唯） | 「彼氏になってよ。」 | ゲーム『アイドルマスター ミリオンライブ！ シアターデイズ』関連曲       |
| 7月24日  | THE IDOLM@STER MILLION THE@TER WAVE 01 Flyers!!!                                               | 765 MILLION ALLSTARS | 「Flyers!!!」 | ゲーム『アイドルマスター ミリオンライブ！ シアターデイズ』関連曲       |
| 2020年   |                                                                                                | | |                                                                        |
| 8月26日  | THE IDOLM@STER MILLION THE@TER WAVE 10 Glow Map                                                | 765 MILLION ALLSTARS | 「Glow Map」 | ゲーム『アイドルマスター ミリオンライブ！ シアターデイズ』関連曲       |
| 12月23日 | THE IDOLM@STER MILLION THE@TER WAVE 09 Fleuranges                                              | Fleuranges | 「Special Wonderful Smile」 「旅立ちのコンパス」                                                                                                   | ゲーム『アイドルマスター ミリオンライブ！ シアターデイズ』関連曲       |
| 2021年   |                                                                                                | | |                                                                        |
| 3月31日  | ウマ娘 プリティーダービー ANIMATION DERBY Season 2 vol.3 Original Sound Track                  | トウカイテイオー（Machico）、ビワハヤヒデ（近藤唯）、ナイスネイチャ（前田佳織里） | 「ユメヲカケル！（TV Size） [13話Ver.]」 | テレビアニメ『ウマ娘 プリティーダービー Season 2』挿入歌               |
| 3月31日  | ウマ娘 プリティーダービー ANIMATION DERBY Season 2 vol.3 Original Sound Track                  | スペシャルウィーク（和氣あず未）、サイレンススズカ（高野麻里佳）、トウカイテイオー（Machico）、ウオッカ（大橋彩香）、ダイワスカーレット（木村千咲）、ゴールドシップ（上田瞳）、メジロマックイーン（大西沙織）、シンボリルドルフ（田所あずさ）、ナイスネイチャ（前田佳織里）、ツインターボ（花井美春）、イクノディクタス（田澤茉純）、マチカネタンホイザ（遠野ひかる）、メジロパーマー（のぐちゆり）、ダイタクヘリオス（山根綺）、ミホノブルボン（長谷川育美）、ライスシャワー（石見舞菜香）、ビワハヤヒデ（近藤唯）、ナリタタイシン（渡部恵子）、ウイニングチケット （渡部優衣）、キタサンブラック（矢野妃菜喜）、サトノダイヤモンド（立花日菜）、マルゼンスキー（Lynn）、マヤノトップガン（星谷美緒）、ヒシアケボノ（松嵜麗）、エアグルーヴ（青木瑠璃子）、マチカネフクキタル（新田ひより）、メイショウドトウ（和多田美咲）、セイウンスカイ（鬼頭明里）、グラスワンダー（前田玲奈）、エルコンドルパサー（髙橋ミナミ）、サクラバクシンオー（三澤紗千香）、メジロライアン（土師亜文）、メジロドーベル（久保田ひかり）、ナリタブライアン（衣川里佳） | 「うまぴょい伝説（TV Size）」 | テレビアニメ『ウマ娘 プリティーダービー Season 2』エンディングテーマ   |
| 5月22日  | THE IDOLM@STER LIVE THE@TER SOLO COLLECTION 08 Angel Stars                                     | 篠宮可憐（近藤唯） | 「ハルマチ女子」 | ゲーム『アイドルマスター ミリオンライブ！ シアターデイズ』関連曲       |
| 7月28日  | THE IDOLM@STER MILLION THE@TER SEASON Harmony 4 You                                            | 765 MILLION ALLSTARS | 「Harmony 4 You」 | ゲーム『アイドルマスター ミリオンライブ！ シアターデイズ』関連曲       |
| 7月28日  | THE IDOLM@STER MILLION THE@TER SEASON Harmony 4 You                                            | エンジェルスターズ | 「EVERYDAY STARS!!」 | ゲーム『アイドルマスター ミリオンライブ！ シアターデイズ』関連曲       |
| 8月25日  | THE IDOLM@STER MILLION LIVE! 聖ミリオン女学園                                                  | 永吉昴（斉藤佑圭）、如月千早（今井麻美）、篠宮可憐（近藤唯） | 「聖ミリオン女学園校歌」 | ゲーム『アイドルマスター ミリオンライブ！ シアターデイズ』関連曲       |
| 8月28日  | 3rd EVENT WINNING DREAM STAGE Solo Vocal Tracks Vol.2                                          | ビワハヤヒデ（近藤唯） | 「ユメヲカケル！」 | テレビアニメ『ウマ娘 プリティーダービー Season 2』関連曲               |
| 9月22日  | ウマ娘 プリティーダービー WINNING LIVE 02                                                      | ビワハヤヒデ（近藤唯）、ウイニングチケット（渡部優衣）、ナリタタイシン（渡部恵子） | 「涙ひかって明日になれ！」 | ゲーム『ウマ娘 プリティーダービー』関連曲                              |
| 9月22日  | ウマ娘 プリティーダービー WINNING LIVE 02                                                      | ダイワスカーレット（木村千咲）、グラスワンダー（前田玲奈）、テイエムオペラオー（徳井青空）、ナリタブライアン（衣川里佳）、シンボリルドルフ（田所あずさ）、エアグルーヴ（青木瑠璃子）、ビワハヤヒデ（近藤唯）、マヤノトップガン（星谷美緒）、ミホノブルボン（長谷川育美）、ウイニングチケット（渡部優衣）、カワカミプリンセス（高橋花林）、スイープトウショウ（杉浦しおり）、ナリタタイシン（渡部恵子）、ニシノフラワー（河井晴菜）、メジロドーベル（久保田ひかり） | 「うまぴょい伝説」 | ゲーム『ウマ娘 プリティーダービー』関連曲                              |
| 11月24日 | THE IDOLM@STER MILLION LIVE! M@STER SPARKLE2 02                                                | 篠宮可憐（近藤唯） | 「勇気のfragrance」 | ゲーム『アイドルマスター ミリオンライブ！ シアターデイズ』関連曲       |
| 2022年   |                                                                                                | | |                                                                        |
| 2月12日  | THE IDOLM@STER LIVE THE@TER SOLO COLLECTION 09 Angel Stars                                     | 篠宮可憐（近藤唯） | 「brave HARMONY」 | ゲーム『アイドルマスター ミリオンライブ！ シアターデイズ』関連曲       |
| 2月22日  | ウマ娘 プリティーダービー Solo Vocal Tracks Vol.3 -4th EVENT SPECIAL DREAMERS!!-               | ビワハヤヒデ（近藤唯） | 「涙ひかって明日になれ！（Game Size）」 「Never Looking Back（Game Size）」                                                                        | ゲーム『ウマ娘 プリティーダービー』関連曲                              |
| 3月16日  | THE IDOLM@STER MILLION THE@TER VARIETY 01                                                      | 中谷育（原嶋あかり）、我那覇響（沼倉愛美）、佐竹美奈子（大関英里）、篠宮可憐（近藤唯）、舞浜歩（戸田めぐみ） | 「ワールド・アスレチック・COOK-KING 〜勝者必食!?スポ食の秋〜」 「ワールド・アスレチック・COOK-KING 〜勝者必食!?スポ食の秋〜 シャッフルバージョン」 | ゲーム『アイドルマスター ミリオンライブ！ シアターデイズ』関連曲       |
| 7月27日  | THE IDOLM@STER MILLION THE@TER SEASON 夢にかけるRainbow                                        | 765 MILLION ALLSTARS | 「夢にかけるRainbow」 | ゲーム『アイドルマスター ミリオンライブ！ シアターデイズ』関連曲       |
| 7月27日  | THE IDOLM@STER MILLION THE@TER SEASON 夢にかけるRainbow                                        | エンジェルスターズ | 「夢にかけるRainbow」 | ゲーム『アイドルマスター ミリオンライブ！ シアターデイズ』関連曲       |
| 10月4日  | ウマ娘 プリティーダービー Solo Vocal Tracks Vol.5 －4th EVENT SPECIAL DREAMERS!! EXTRA STAGE－ | ビワハヤヒデ（近藤唯） | 「We are DREAMERS!!（Game Size）」 | ゲーム『ウマ娘 プリティーダービー』関連曲                              |
| 10月26日 | THE IDOLM@STER MILLION THE@TER SEASON SHADE OF SPADE                                           | SHADE OF SPADE | 「ESPADA」 「Harmony 4 You」 | ゲーム『アイドルマスター ミリオンライブ！ シアターデイズ』関連曲       |
| 10月26日 | THE IDOLM@STER MILLION THE@TER SEASON SHADE OF SPADE                                           | 星井美希（長谷川明子）、舞浜歩（戸田めぐみ）、最上静香（田所あずさ）、篠宮可憐（近藤唯）、中谷育（原嶋あかり） | 「Criminally Dinner 〜正餐とイーヴルナイフ〜」 | ゲーム『アイドルマスター ミリオンライブ！ シアターデイズ』関連曲       |
| 12月14日 | THE IDOLM@STER MILLION THE@TER VARIETY 02                                                      | 765 MILLION ALLSTARS | 「Brand New Theater! 〜Brand New Year Ver.〜」 | ゲーム『アイドルマスター ミリオンライブ！ シアターデイズ』関連曲       |
| 12月28日 | ウマ娘 プリティーダービー WINNING LIVE 09                                                      | トウカイテイオー（Machico）、オグリキャップ（高柳知葉）、ウオッカ（大橋彩香）、タイキシャトル（大坪由佳）、エルコンドルパサー（髙橋ミナミ）、テイエムオペラオー（徳井青空）、ナリタブライアン（衣川里佳）、エアグルーヴ（青木瑠璃子）、タマモクロス（大空直美）、ビワハヤヒデ（近藤唯）、マヤノトップガン（星谷美緒）、ミホノブルボン（長谷川育美）、イナリワン（井上遥乃）、キタサンブラック（矢野妃菜喜） | 「Ms. VICTORIA」 | ゲーム『ウマ娘 プリティーダービー』関連曲                              |
| 12月28日 | ウマ娘 プリティーダービー WINNING LIVE 09                                                      | トウカイテイオー（Machico）、オグリキャップ（高柳知葉）、ウオッカ（大橋彩香）、タイキシャトル（大坪由佳）、エルコンドルパサー（髙橋ミナミ）、テイエムオペラオー（徳井青空）、ナリタブライアン（衣川里佳）、エアグルーヴ（青木瑠璃子）、タマモクロス（大空直美）、ビワハヤヒデ（近藤唯）、マヤノトップガン（星谷美緒）、ミホノブルボン（長谷川育美）、イナリワン（井上遥乃）、スマートファルコン（大和田仁美）、キタサンブラック（矢野妃菜喜）、コパノリッキー（稲垣好）、ホッコータルマエ（菊池紗矢香）、ワンダーアキュート（須藤叶希） | 「うまぴょい伝説」 | ゲーム『ウマ娘 プリティーダービー』関連曲                              |
| 2023年   |                                                                                                | | |                                                                        |
| 1月14日  | THE IDOLM@STER LIVE THE@TER SOLO COLLECTION 11 Angel Stars                                     | 篠宮可憐（近藤唯） | 「聖ミリオン女学園校歌」 | ゲーム『アイドルマスター ミリオンライブ！ シアターデイズ』関連曲       |
| 2月22日  | THE IDOLM@STER MILLION THE@TER SEASON FINAL                                                    | 篠宮可憐（近藤唯）、双海真美（下田麻美）、四条貴音（原由実）、エミリー スチュアート（郁原ゆう）、豊川風花（末柄里恵） | 「Like twinkling STARS」 | ゲーム『アイドルマスター ミリオンライブ！ シアターデイズ』関連曲       |
| 3月23日  | THE IDOLM@STER 765 MILLION ALLSTARS BEST                                                       | 765 MILLION ALLSTARS | 「Thank You!（765 MILLION ALLSTARS ver.）」 「夢にかけるRainbow（Brand New Ver.）」 「Crossing!」                                                  | ゲーム『アイドルマスター ミリオンライブ！ シアターデイズ』関連曲       |
| 3月23日  | THE IDOLM@STER LIVE THE@TER BEST                                                               | BlueMoon Harmony | 「brave HARMONY（Brand New Ver.）」 | ゲーム『アイドルマスター ミリオンライブ！ シアターデイズ』関連曲       |
| 4月22日  | THE IDOLM@STER LIVE THE@TER SOLO COLLECTION 12 Angel Stars                                     | 篠宮可憐（近藤唯） | 「Criminally Dinner ～正餐とイーヴルナイフ～」 | ゲーム『アイドルマスター ミリオンライブ！ シアターデイズ』関連曲       |
| 7月26日  | THE IDOLM@STER MILLION LIVE! グッドサイン                                                      | 765 MILLION ALLSTARS | 「グッドサイン」 | ゲーム『アイドルマスター ミリオンライブ！ シアターデイズ』関連曲       |
| 7月26日  | THE IDOLM@STER MILLION LIVE! グッドサイン                                                      | エンジェルスターズ | 「グッドサイン」 | ゲーム『アイドルマスター ミリオンライブ！ シアターデイズ』関連曲       |
| 8月23日  | THE IDOLM@STER MILLION ANIMATION THE@TER『Rat A Tat!!!』                                       | MILLIONSTARS | 「Rat A Tat!!!」 | テレビアニメ『アイドルマスター ミリオンライブ！』オープニングテーマ    |
| 8月23日  | THE IDOLM@STER MILLION ANIMATION THE@TER『Rat A Tat!!!』                                       | MILLIONSTARS | 「セブンカウント」 | テレビアニメ『アイドルマスター ミリオンライブ！』イメージソング        |
| 9月16日  | ウマ娘 プリティーダービー Solo Vocal Tracks Vol.7 5th EVENT ARENA TOUR GO BEYOND -GAZE-        | ビワハヤヒデ（近藤唯） | 「Gaze on Me!（Game Size）」 「Ms. VICTORIA（Game Size）」 「DRAMATIC JOURNEY（Game Size）」                                                       | ゲーム『ウマ娘 プリティーダービー』関連曲                              |
| 9月20日  | THE IDOLM@STER MILLION ANIMATION THE@TER MILLIONSTARS Team2nd『海風とカスタネット』            | MILLIONSTARS Team2nd | 「海風とカスタネット」 | テレビアニメ『アイドルマスター ミリオンライブ！』挿入歌                |
| 2024年   |                                                                                                | | |                                                                        |
| 2月21日  | THE IDOLM@STER MILLION ANIMATION THE@TER START THE DREAM                                       | MILLIONSTARS | 「REFRAIN REL@TION」 「Brand New Theater!」 | テレビアニメ『アイドルマスター ミリオンライブ！』挿入歌                |
| 2月21日  | THE IDOLM@STER MILLION ANIMATION THE@TER START THE DREAM                                       | MILLIONSTARS | 「Thank You!（Acoustic ver.）」 | テレビアニメ『アイドルマスター ミリオンライブ！』挿入歌                |
| 2月23日  | アイドルマスター ミリオンライブ！ BD 特装版第2巻 特典CD                                        | MILLIONSTARS Team2nd | 「Rat A Tat!!!」 | テレビアニメ『アイドルマスター ミリオンライブ！』関連曲                |
| 2月24日  | THE IDOLM@STER LIVE THE@TER SOLO COLLECTION 「REFRAIN REL@TION」 Angel Stars                   | 篠宮可憐（近藤唯） | 「REFRAIN REL@TION」 | テレビアニメ『アイドルマスター ミリオンライブ！』関連曲                |
| 4月26日  | みんなが集まる幸せな場所                                                                       | 林リーチェ（近藤唯） | 「みんなが集まる幸せな場所」 | テレビアニメ『ぽんのみち』関連曲                                       |
| 7⽉31⽇  | THE IDOLM@STER MILLION LIVE! 7Days A Week!!                                                    | 765 MILLION ALLSTARS | 「7Days A Week!!」 「DIAMOND DAYS」 | ゲーム『アイドルマスター ミリオンライブ！ シアターデイズ』関連曲       |
| 7⽉31⽇  | THE IDOLM@STER LIVE THE@TER SOLO COLLECTION 「DIAMOND DAYS」 ANGEL STARS                       | 篠宮可憐（近藤唯） | 「DIAMOND DAYS」 | ゲーム『アイドルマスター ミリオンライブ！ シアターデイズ』関連曲       |
| 9月25日  | THE IDOLM@STER MILLION MOVEMENT OF STARDOM ROAD 03 Hypernova                                   | 永吉 昴（斉藤佑圭）、高山紗代子（駒形友梨）、篠宮可憐（近藤唯）、二階堂千鶴（野村香菜子）、松田亜利沙（村川梨衣） | 「Hypernova」 | ゲーム『アイドルマスター ミリオンライブ！ シアターデイズ』関連曲       |
| 12月11日 | ウマ娘 プリティーダービー WINNING LIVE 23                                                      | ビワハヤヒデ（近藤唯）、エアシャカール（津田美波）、ナリタタイシン（渡部恵子）、シンボリクリスエス（春川芽生）、タニノギムレット（松岡美里）、ST-2（シュガーライツ）（石川由依） | 「O - ロライズ」 | ゲーム『ウマ娘 プリティーダービー』関連曲                              |
| 12月11日 | ウマ娘 プリティーダービー WINNING LIVE 23                                                      | ビワハヤヒデ（近藤唯）、エアシャカール（津田美波）、ナリタタイシン（渡部恵子）、フリオーソ（西連寺亜希）、トランセンド（塚田悠衣）、エスポワールシチー（亜咲花）、シンボリクリスエス（春川芽生）、タニノギムレット（松岡美里） | 「うまぴょい伝説」 | ゲーム『ウマ娘 プリティーダービー』関連曲                              |